# Prieuré de Vauville
Le prieuré de Vauville ou prieuré Saint-Hermël est un ancien prieuré bénédictin, aujourd'hui désaffecté, qui se dresse sur le territoire de l'ancienne commune de Vauville dans le département de la Manche, en région Normandie. L'édifice est partiellement inscrit au titre des monuments historiques.

## Localisation
Cet ancien prieuré, couronnant les landes, est situé à 750 mètres au nord du bourg de Vauville au sein de la commune nouvelle de La Hague, dans le département français de la Manche.

## Historique
Le prieuré aurait été fondé dans la deuxième moitié du XIIe siècle par Richard de Vauville, et où s'installèrent des moines bénédictins de Cerisy-la-Forêt.
Après la Révolution il est transformé en ferme et tomba peu à peu en ruine. Réquisitionné par les troupes allemandes lors de la Seconde Guerre mondiale, les toitures des bâtiments ainsi que la cloche de la chapelle ont été retirées. Les toitures ont été refaites après guerre mais la cloche ne sera jamais retrouvée. Racheté par l'État français dans le cadre du plan Marshall, il sera ensuite vendu aux domaines.[réf. nécessaire] C'est aujourd'hui une propriété privée. Les bâtiments visibles aujourd'hui datent du XVe siècle. Il a été peint par Jean-François Millet.

## Description
La chapelle date du XIIe siècle. Le prieuré est restauré après 1944. Sur la clef de voûte de la chapelle restaurée, on peut voir les armes du seigneur de la famille de Vauville à l'origine du prieuré : de gueules au pal fiché d'argent accosté de six merlettes de même, 3 et 3.

## Protection
La chapelle est inscrite au titre des monuments historiques par arrêté du 7 février 1975.

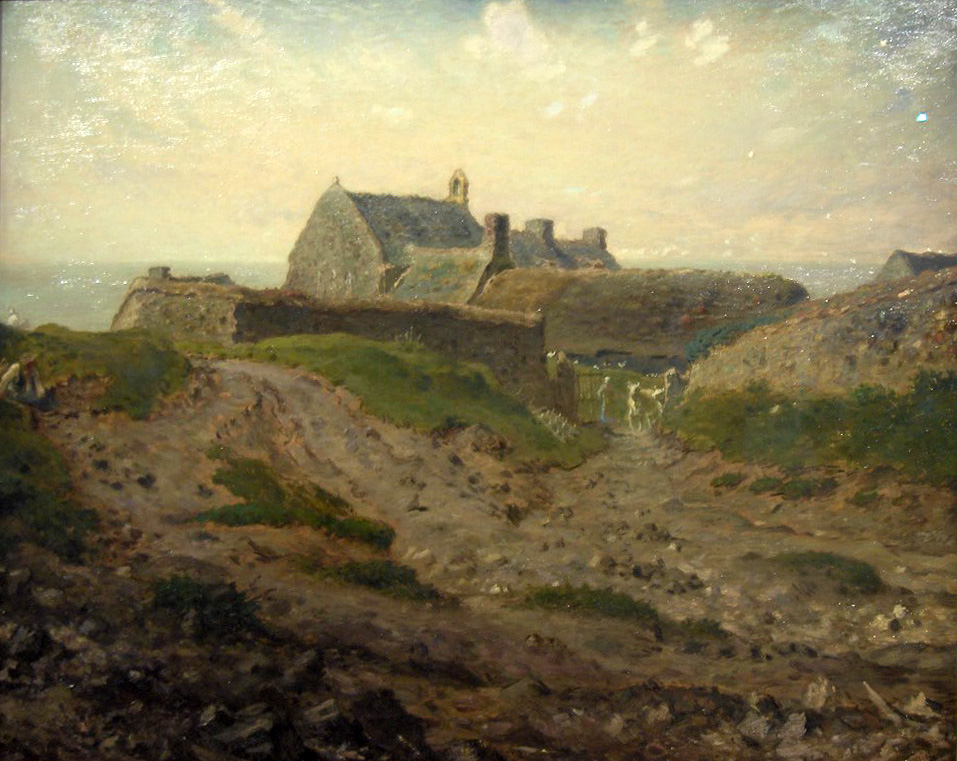
Le Prieuré de Vauville par Jean-François Millet.